# ريتشارد هودسون
ريتشارد هودسون (بالإنجليزية: Richard Hodgson)‏ (1 أكتوبر 1979 بسندرلاند في المملكة المتحدة - ) هو لاعب كرة قدم بريطاني في مركز الوسط. لعب مع إبسفليت يونايتد وستيفيناغ بوروه وسكونثورب يونايتد وفوريست غرين وكامبريدج يونايتد ونادي فارنبوروه ونادي كرولي تاون ونوتينغهام فورست ونادي بليث سبارتانز وكارشالتون أثلتيك وسندرلاند نيسان ‏ ودارلينجتون إف سى.

## وصلات خارجية
- ريتشارد هودسون على موقع قاعدة بيانات كرة القدم.إي يو (الإنجليزية)
- ريتشارد هودسون على موقع Soccerbase.com (لاعب) (الإنجليزية)